# Чарнков
Чарнков (пољ. Czarnków) град је у Пољској у Војводству великопољском. По подацима из 2012. године број становника у месту је био 11 305.

## Становништво
| 2012.  |
| ------ |
| 11 305 |

## Партнерски градови
- Гадебуш